# CHANGE (YU-Aの曲)
「CHANGE」（チェンジ）は、YU-Aの5thシングルである。

## 収録曲
1. CHANGE
  - 作詞：YU-A／作曲：3rd Productions
  - 日本テレビ「MIDNITEテレビシリーズ」『プリズン・ブレイク ファイナルシーズン』（再放送）エンディングテーマ曲
  - メ〜テレ（名古屋テレビ）「キングコングのあるコトないコト」11月度エンディングテーマ
2. 一人きりのX’mas night  
  - 作詞：YU-A／作曲：3rd Productions
3. CHANGE (instrumental)
4. 一人きりのX’mas night (instrumental)

## DVD（初回限定盤）収録内容
1. CHANGE（Music Video）
2. CHANGE  (Making)
3. 悲しい涙 (YU-A First Live Tour 「PERFORMANCE 2010」 2010.3.29@NAGOYA CLUB QUATTRO)